# Stefan Larsson
Stefan Larsson (Storfors, 21 gennaio 1983) è un ex calciatore e allenatore di calcio svedese, di ruolo difensore, commissario tecnico delle nazionali svedesi Under-15 e Under-17.

## Caratteristiche tecniche
Prevalentemente utilizzato da terzino sinistro, Larsson ha talvolta ricoperto ruoli offensivi come quello di ala.

## Carriera

### Giocatore
Nato e cresciuto a Storfors, si è trasferito al Degerfors con cui ha giocato in prima squadra fino al 2006, fra terza e seconda serie nazionale.
Nel 2007 è diventato un giocatore del Kalmar, facendo così parte della formazione che vinse il primo scudetto nella storia del club biancorosso (2008), oltre alla conquista di una Coppa di Svezia e una Supercoppa.
Nel 2012 è passato a parametro zero all'Elfsborg con cui ha vinto il suo secondo titolo svedese, nonostante le sole 9 presenze da lui collezionate in quella stagione. Dopo un'altra stagione all'Elfsborg, ha fatto ritorno al Kalmar firmando un triennale. Si è ritirato dal calcio giocato alla fine dell'Allsvenskan 2017.

### Allenatore
Nel 2015, quando era ancora in attività come calciatore del Kalmar, ha assunto la guida della squadra Under-17 del club. Successivamente è passato all'Under-19 ed ha avuto un triennio da assistente allenatore sulla panchina della prima squadra, per poi tornare nel 2023 alla guida dell'Under-19 sempre del Kalmar. Nel giugno 2024, con la partenza del tecnico della prima squadra Jensen, Larsson è stato promosso a capo allenatore seppur ad interim. In quel momento i biancorossi si trovavano al penultimo posto in classifica dell'Allsvenskan 2024 dopo dodici giornate. A fine torneo i biancorossi hanno mantenuto la stessa posizione, e sono dunque retrocessi in Superettan.
A seguito di tale parentesi, nel gennaio 2025 Larsson ha lasciato il Kalmar per iniziare a ricoprire il ruolo di CT delle nazionali svedesi Under-15 e Under-17.

## Palmarès

### Giocatore

#### Competizioni nazionali
- Division 2: 1

Degerfors: 2004
- Campionato svedese: 1

Kalmar: 2008
- Coppa di Svezia: 1

Kalmar: 2007
- Supercoppa di Svezia: 1

Kalmar: 2009